# Bhaji

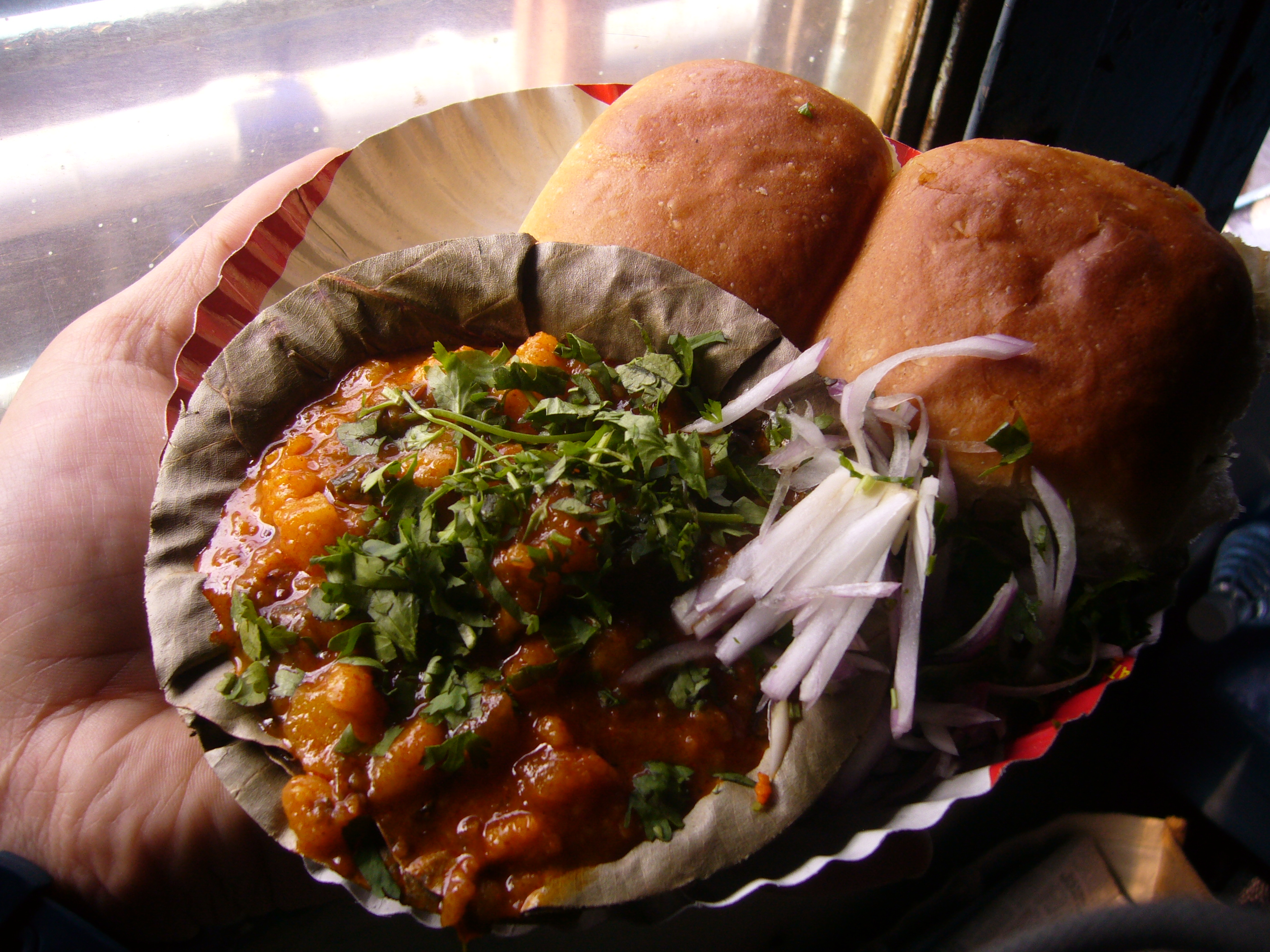
Bhaji serwowane w pociągu

Bhaji, hindi भाजी (bhadźi – dosł. „warzywa”) – popularna przekąska kuchni indyjskiej, jedzona jako przystawka podczas posiłku, bądź jako samoistne danie. Najczęściej stosuje się posiekaną cebulę, miesza z ciastem z besanu i różnego rodzaju przyprawami i smaży w głębokim oleju. „Pav” oznacza chleb, a „bhaji” oznacza warzywo. Pav bhaji jest jedną z dziesięciu najlepszych ulicznych potraw w Indiach i jest popularna wśród turystów.